# Federico Italiano

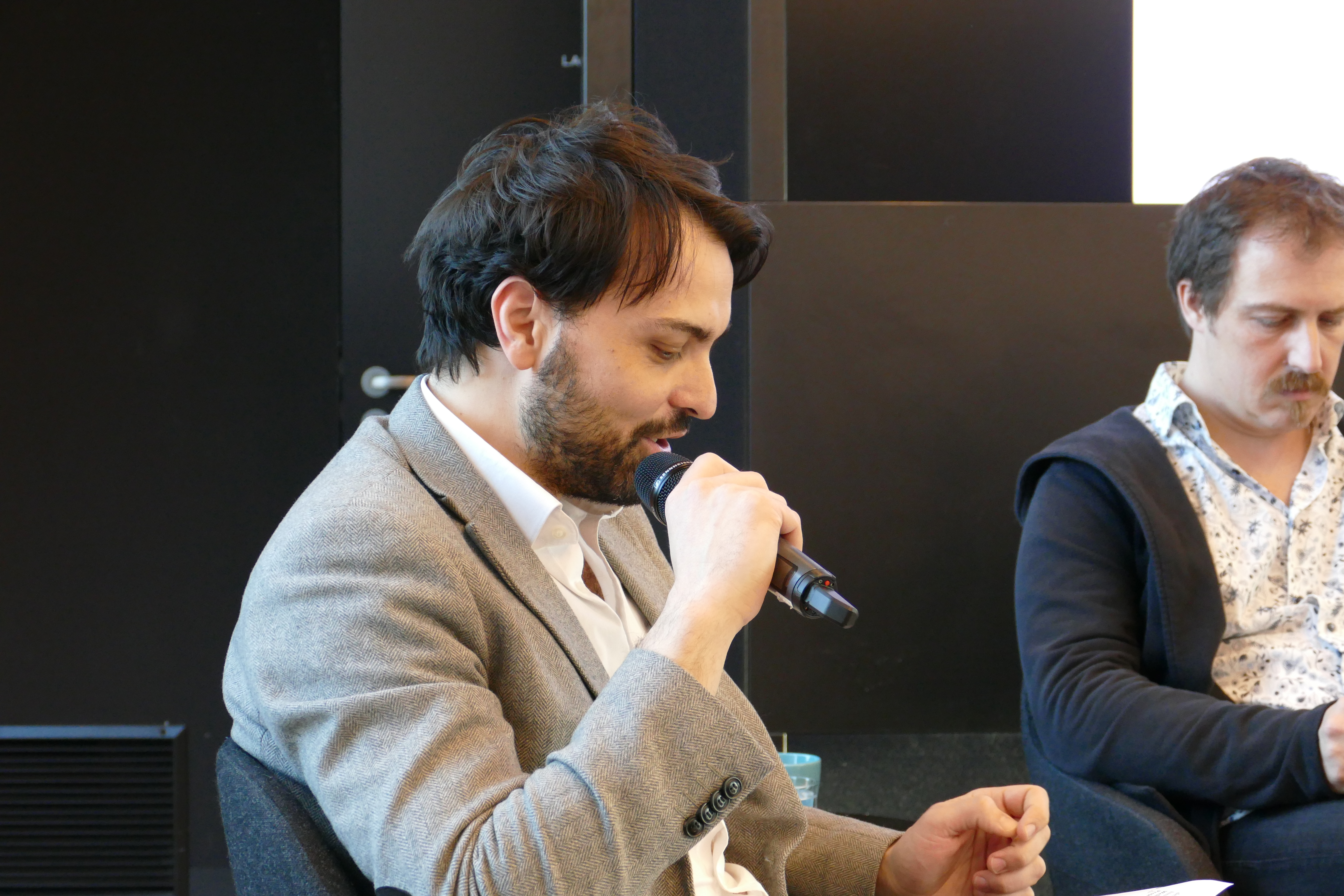
Federico Italiano bei der Veranstaltung Fokus Lyrik 2019

Federico Italiano (* 28. Juni 1976 in Galliate, Novara, Piemont) ist ein italienischer Lyriker, Literaturwissenschaftler, Übersetzer und Herausgeber.

## Leben und Werk
Federico Italiano studierte Philosophie in Mailand und verfasste seine tesi di laurea (Abschlussarbeit) über Seamus Heaney. Er promovierte in Allgemeiner und Vergleichender Literaturwissenschaft an der Ludwig-Maximilians-Universität München (LMU) über Geopoetik bei Montale und Celan. Anschließend habilitierte er sich, ebenfalls an der LMU, mit einem englischsprachigen Werk über Translation und Geographie.
2003 erschien sein erster Gedichtband Nella costanza, der vom Annuario di Poesia zu einem der sieben besten Büchern des Jahres gekürt wurde. Dasselbe gilt für seinen dritten Band L’invasione dei granchi giganti (2010), der auf das Langgedicht I Mirmidoni (2006) folgte. 2015 erschien Un esilio perfetto. Poesie scelte 2000–2015 bei Feltrinelli.
Seine Gedichte wurden in mehrere Anthologien (innerhalb und außerhalb Italiens) aufgenommen und in verschiedene Sprachen übersetzt – darunter Deutsch, Spanisch, Englisch, Rumänisch und Albanisch. 
Bei einer Umfrage der Tageszeitung Il Sole 24 Ore wurde Federico Italiano 2010 zu den sechs besten zeitgenössischen italienischen Lyrikern (unter 40 Jahren) gezählt. 
Seit 2000 ist Federico Italiano Redakteur bei der italienischen Literaturzeitschrift Atelier und als Literaturkritiker bei verschiedenen italienischen Zeitschriften und Zeitungen (u. a. il manifesto) tätig.
Als Übersetzer hat er insbesondere moderne und zeitgenössische Dichter (César Vallejo, Philippe Soupault, Vicente Aleixandre, Elizabeth Bishop, Michael Krüger, Durs Grünbein, Lutz Seiler, Jan Wagner u. a.) ins Italienische übertragen. Seine Lyrik wiederum wurde von Raoul Schrott und Jan Wagner ins Deutsche übersetzt.
Italiano ist Herausgeber dreier Lyrik-Anthologien: Stella e giaguaro. Canti di libertà dall’America Latina al Medioriente (1999), Giovane poesia europea (2003) und Die Erschließung des Lichts. Italienische Lyrik der Gegenwart (zusammen mit Michael Krüger 2013 im Hanser Verlag).
Als Wissenschaftler hat Federico Italiano zwei Monografien zum Verhältnis zwischen Literatur und Geographie publiziert und vier Sammelwerke herausgegeben, darunter Translatio/n. Narration, Media and the Staging of Differences (mit Michael Rössner, Bielefeld 2012) und Geopoetiche. Studi di geografia e letteratura (mit Marco Mastronunzio, Mailand 2011). 
Federico Italiano lehrt Allgemeine und Vergleichende Literaturwissenschaft an der Leopold-Franzens-Universität Innsbruck und der Ludwig-Maximilians-Universität München. Seit 2016 ist er Senior Researcher an der Österreichischen Akademie der Wissenschaften.
Seit August 2024 ist er Professor für Vergleichende Literaturwissenschaft an der Universität La Sapienza in Rom.

### Dichtung
- Federico Italiano: Nella costanza. (Gedichte) Edizioni Atelier, Borgomanero 2003, ISBN 978-8889520062.
- Federico Italiano: I Mirmidoni. (Langgedicht) Il Faggio, Milano 2006, ISBN 8890181133.
- Federico Italiano: Il tradimento dei rospi, Nazione Indiana 2007.
- Federico Italiano: L’invasione dei granchi giganti. Marietti, Milano 2010, ISBN 8821159205.
- Federico Italiano: Persefone (poesie inedite 2010–2012), Nazione Indiana 2012.
- Federico Italiano: L’Impronta. Nino Aragno Editore, Torino 2014, ISBN 9788884196903.
- Federico Italiano: Un esilio perfetto. Poesie scelte 2000–2015, Feltrinelli, Milano 2015, ISBN 9788858854211.

In deutscher Übersetzung: 
- Federico Italiano: Ajax ist tot (6 Gedichte) [Deutsch von Jan Wagner]. In: Ostragehege 77/2015, S. 64–66
- Federico Italiano: Episteln aus der nächsten Nacht [Deutsch von Daniel Graziadei]. In: Das Gedicht. (hrsg. von Ulrich J. Beil und Anton G. Leitner), 18/2010, S. 92–93.
- Federico Italiano: Die Invasion der Riesenkrabben [Deutsch von Daniel Graziadei]. In: Akzente. Zeitschrift für Literatur 6/2008, S. 554–566.
- Federico Italiano: Die neue Sprache [Deutsch von Theresia Prammer] auf Italo-log
- Sieben Arten von Weiß. Gedichte. Aus dem Italienischen übertragen von Raoul Schrott und Jan Wagner. Edition Lyrik Kabinett bei Hanser, München 2022, ISBN 978-3-446-27272-9.

### Herausgeberschaften
- Federico Italiano und Stefano Pellò (Hrsg.): Stella e giaguaro. Canti di libertà dall’America Latina al Medioriente. Luni, Milano 1999, ISBN 8879841815.
- Federico Italiano (Hrsg.): Giovane poesia europea. In: Atelier. Trimestrale di poesia critica letteratura, 30/2003.
- Federico Italiano und Marco Mastronunzio (Hrsg.): Geopoetiche. Studi di geografia e letteratura. Unicopli, Milano 2011, ISBN 8840015302.
- Federico Italiano und Michael Rössner (Hrsg.): Translatio/n. Narration, Media and the Staging of Differences. transcript-Verlag, Bielefeld 2012, ISBN 3837621146.
- Federico Italiano und Michael Krüger (Hrsg.): Die Erschließung des Lichts. Italienische Dichtung der Gegenwart. Carl Hanser Verlag, München 2013, ISBN 3446240403.
- Federico Italiano und Jan Wagner (Hrsg.): Grand Tour. Reisen durch die junge Lyrik Europas. Carl Hanser Verlag, München 2019, ISBN 978-3-446-26182-2.